# Adolphine Byayuwa
Adolphine Byayuwa Muley, née le 5 juillet 1970 à Kichanga, est une femme politique de la République démocratique du Congo, députée nationale élue de la circonscription de Kalehe dans la province du Sud-Kivu en tant que membre du regroupement RRC,,,,.
Elle est fondatrice de l'Union pour l'Emancipation de la Femme Autochtone (UEFA) et ministre provinciale du Sud-Kivu chargée de l’Agriculture, de l’environnement et du développement rural.